# Ču Tchien-cchaj
Ču Tchien-cchaj (pinyin: Zhu Tiancai, čínsky: 朱天才, * 25. července 1944, Si-an, provincie Šen-si, Čína) vyrůstal od šesti let ve vesnici Čhen-ťia-kou,  kolébce tchaj-ťi čchüan. V roce 1958 se jeho učitelem Tchaj-ťi čchüan stal Mistr Čchen Čao Pchi, pod jehož vedením získal Ču Tchien-cchaj znalost sestav tzv. „staré školy“ (Lao-ťia): sestav beze zbraně i sestav s jedním a dvěma meči, kopím a tyčí. Dalším jeho učitelem byl Čchen Čao Kchuej, který jej naučil Tchaj-ťi čchüan sestavy tzv. „nové školy“ (Sin-ťia). Od začátku 80. let dvacátého století se Ču Tchien-cchaj profesionálně věnuje výuce Tchaj-ťi čchüan. Od začátku 90. let dvacátého století propaguje toto bojové umění a životní filozofii svými cestami nejen po Číně, ale po celém světě. Ču Tchien-cchaj je mistrem 19. generace Čchen Tchaj-ťi čchüan, je zahrnován mezi 13 velmistrů Tchaj-ťi čchüan na světě a je jedním z tzv. „Čtyř Buddhových bojovníků“. 

## Životopis

### Rodinný background
Ču Tchien-cchaj se narodil 25. července 1944 v městě Si-an v provincii Šen-si, která se nachází v Číně. Jeho matka pocházela z rodu Čchen Čchang Singů (Chen Chang Xing) a jejími synovci byli Čchen Siao-wang a Čchen Čeng Lej. Když bylo Ču Tchien-cchaj šest let, vrátil se se svojí matkou k otci, který žil ve vesnici Čhen-ťia-kou.

### Mistr Čchen Čao Pchi

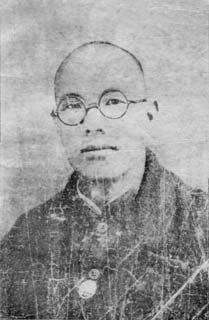
Mistr Čchen Čao-pchi

Výuka Tchaj-ťi čchüan byla součástí života Ču Tchien-cchaj už od raného mládí, ale skutečně organizovaná výuka pro něj začala až v roce 1958. Tehdy se vrátil do vesnice Čhen-ťia-kou velmistr 18. generace - Čchen Čao Pchi (* 1893 – 1972) - a ujal se úkolu vychovat novou skupinu mistrů Tchaj-ťi čchüan pro další (to jest již 19.) generaci. Pod jeho vedením se výuky účastnili:
- Ču Tchien-cchaj
- Čchen Siao-wang
- Čchen Čeng Lej (Chen Zheng Lei)
- Wang S'-en (Wang Xian)
- Čchang Kuan Cchaj (Chang Guan Cai)
- Čchen Sia Sung (Chen Xia Sung)
- Čchen Čchun Lej (Chen Chun Lei)
- Čchen Čching Čou (Chen Qing Zhou)
- a další[1]

O víkendech a denně hned po škole se žáci scházeli v mistrově domě, kde cvičili Tchaj-ťi čchüan či jinak trávili čas. Kolem sedmé hodiny večerní zasedali všichni společně k večeři. Ta sestávala z kukuřice nebo brambor (servírovaných ve velkém hrnci) a z čínského chleba man-tchou (mantou).  Po jídle, které vždy proběhlo relativně rychle, se žáci opět vraceli do mistrova domu, kde mnohdy zůstávali i dlouho do noci. Pokud tedy žáci nebyli ve škole nebo nespali doma či nejedli, cvičili Tchaj-ťi čchüan v mistrově domě. Naučili se kompletní škálu sestav Tchaj-ťi čchüan beze zbraně i se zbraněmi, základní první sestavu „staré školy“ (lao-ťia ji-lu), druhou sestavu „staré školy“ (lao-ťia er-lu; známou též jako tzv. „dělové pěsti“), sestavy s jedním a se dvěma meči, s jedním a dvěma meči s širokou čepelí (se šavlí) i s kopím. Mistr je navíc učil cvičení ve dvojicích, bojové aplikace Tchaj-ťi čchüan a teorii. A tak jim mistr nakonec předal tradici Tchaj-ťi čchüan jako bojového umění, tak jak byla dříve předána i jemu, a tím uchoval umění Tchaj-ťi čchüan v Čhen-ťia-kou.

### Kulturní revoluce
Když byl Ču Tchien-cchaj ve věku 22 let, propukla v Číně v roce 1966 tzv. Velká proletářská kulturní revoluce. Původně zamýšleným účelem měla být modernizace čínské společnosti, ale ve skutečnosti kulturní revoluce přivodila smrt stovkám tisíců lidí, kteří se stali oběťmi vraždění tzv. Rudých gard, rozvrat ekonomiky, všeobecný chaos a obrovské ztráty na kulturním dědictví Číny. Všemi respektovaný a vážený mistr Čchen Čao Pchi byl pranýřován, vystaven ponížení a pokořování. Chrám v Čhen-ťia-kou byl srovnán se zemí, umění Tchaj-ťi čchüan bylo ve své kolébce zavrženo a označeno za dekadentní relikt minulosti.

### Nová éra wu-shu
V roce 1969 skončilo nejhorší období Kulturní revoluce, ale její vliv však i nadál trval prakticky až do Mao Ce-tungovy smrti v roce 1976. Přesto došlo již v roce 1972 k zásadnímu obratu v přístupu čínské vlády k bojovým uměním. Výkony herce, mistra a popularizátora bojových umění Bruce Lee navodily silnou vlnu všeobecného zájmu o čínská bojová umění. Bruce Lee přenesl téma hrdinského čínského kungfu boje na novou úroveň „skutečných“ soubojů. Nastal „návrat ke kořenům“ - hledání starých čínských mistrů. Od roku 1972 se tak začala psát nová éra wu-šu v Číně, když čínská vláda (pod tlakem okolností) dala oficiální podnět k organizovanému cvičení wu-šu na všech úrovních.

### Přehlídka wu-shu 1972
Mistr Čchen Čao Pchi dostal povolení k tréninku skupiny svých studentů z Čhen-ťia-kou pro nadcházející září roku 1972, kdy se za asistence mistra Ču Tchien-cchaj měla konat přehlídka wu-šu. K přehlídce byla vybrána provincie Che-nan a městský okres Teng-feng – místo, kde se nachází klášter Šao-lin. Mistrovi studenti byli na přehlídce wu-šu oceněni řádem zásluh za vynikající výkon. Mistr Čchen Čao Pchi se tak na sklonku svého života dožil svého snu - předat štafetu bojového umění svým žákům. Zemřel v prosinci roku 1972.

### Mistr Chen Zhao Kui a Nová škola
Po smrti mistra Čchen Čao Pchi se dalšího učení v Čhen-ťia-kou ujal mistr Čchen Čao Kchuej (* 1928 – 1981) a vyučoval to, co se naučil od svého otce Čchen Fa-kche (17. generace) (* 1887 - 1957) v Čhen-ťia-kou. V otevřené třídě Čchen Čao Kchuej každé ráno vyučoval své žáky a po večerech, vždy od šesti do sedmi, dával soukromé lekce speciální skupině chlapců, ve které byli:
- Ču Tchien-cchaj[12](* 1944);[11]
- Čchen Siao-wang (* 1945);[11]
- Čchen Čeng Lej[11][12] (* 1949) a
- Wang Si-an[12] (* 1944).[3][8][10][11]

Mistr Čchen Čao Kchuej převzal upravené pohyby od svého otce. (Jeho otec rozvinul změny v některých pohybech „staré školy“ (Lao-ťia) - a také jiné pohyby přidal. Tyto inovace udělaly cvičení živější, působivější, a také zvýšily jeho účinnost.) Tak byly vytvořeny sestavy známé jako tzv. „nová škola“ (Sin-ťia). Jako doplnění této sestavy přidal Čchen Čao Kchuej také část bohatství z technik čchin-na (qin-na), jimiž byl pověstný, a také další dovednosti, včetně „tlačících rukou“. 
Mistr Ču Tchien-cchaj studoval Tchaj-ťi čchüan jako ucelený systém boje a věnoval se mu s jediným cílem – získat bojové dovednosti. To bylo plně v duchu dřívějšího (tradičního) pojetí, kdy bylo umění Tchaj-ťi čchüan pro vesničany nutností. Bojové dovednosti potřebovali ke své vlastní obraně proti záškodníkům a banditům, ale také k boji, když se dali do služeb vojska. Mezi tím se však Tchaj-ťi čchüan v okolním světě transformovalo do různých stylů a spíše než bojový aspekt akcentovalo cestu zdravotního cvičení.

### Mistr Ču Tchien-cchaj (učitelská kariéra)

#### 1966 až 1979
Když bylo Mistru Ču Tchien-cchaj 22 let započal svoji učitelskou dráhu. Od roku 1966 pak třináct let působil jako učitel v místní škole v Čhen-ťia-kou a současně ve svém volném čase trénoval studenty Tchaj-ťi. V roce 1978 byl jmenován prvním národním trenérem na „Chengdu Sport University“ (sportovní univerzita v městě Čcheng-tu) - hlavním městě provincie S’-čchuan). Následující rok (1979) se stal členem sportovní komise hrabství Wen-sien (Wenxian).

#### Singapur
V 80. letech dvacátého století došlo k uvolnění politické situace v Číně. V souvislosti s tím nastala v Číně i obroda umění Tchaj-ťi. Jako zástupce Číny byl Mistr Ču Tchien-cchaj vyslán na ostrov Singapur. Tady působil po dobu sedmi měsíců, během nichž získal na 400 studentů a jeho umění Tchaj-ťi zde bylo vysoce oceňováno.

#### 1984 až 1994
Mezi léty 1984 až 1991 navštívil Mistr Ču Tchien-cchaj celkem osmkrát Japonsko. V roce 1993 byl pozván do Koreje. Prakticky od roku 1994 se pak začal vydávat z Asie do celého světa, pravidelně navštěvuje jak Spojené státy tak i Evropu. Několikrát zavítal též do České republiky, kde vedl semináře v Taiji Akademii v Praze na Vinohradech.

#### Česká stopa (1999)
Na pozvání „České společnosti Taiji“ (Prezidentkou této společnosti byla zakladatelka Wushu Institutu paní Čaj Chua (Zhai Hua) a funkci sekretáře společnosti zastával pan Radek Kolář) v roce 1999 přijel Mistr Ču Tchien-cchaj do České republiky vůbec poprvé a pobyl zde tři měsíce. Kurzy, které zde vedl, byly věnovány studiu Tchaj-ťi, vyučovala se sestava staré školy Lao-ťia ji-lu (74 forem) a cvičilo se tehdy převážně venku. Během této návštěvy se Radek Kolář, budoucí zakladatel a hlavní trenér Taiji Akademie, stal osobním žákem Mistra Ču Tchien-cchaj. 

#### Přelomový rok 2001
V roce 2001 navštívil Mistr Ču Tchien-cchaj Berlín. Téhož roku byla založena Radkem Kolářem i Taiji Akademie v Praze na Vinohradech, jejímž odborným garantem výuky se stal Mistr Ču Tchien-cchaj. V průběhu následujících let navštívil Mistr Ču Tchien-cchaj Taiji Akademii celkem devětkrát (stav k červnu roku 2018). Pořádá zde pravidelné výukové semináře, kterých se účastnilo více než tisíc studentů (stav k červnu roku 2018).

#### Mistrova škola v Čhen-ťia-kou
V roce 2010 otevřel Mistr Ču Tchien-cchaj v Čhen-ťia-kou (v jižní části vesnice v bývalém domě svého dědečka Čchen Kuang-lu (Chen Guanglu)) vlastní (internátní) školu. Zde vyučuje Tchaj-ťi společně se svým nejmladším synem Ču Siang-chua (Zhu Xianghua). Škola poskytuje (kromě celodenní výuky) také ubytování a stravu.

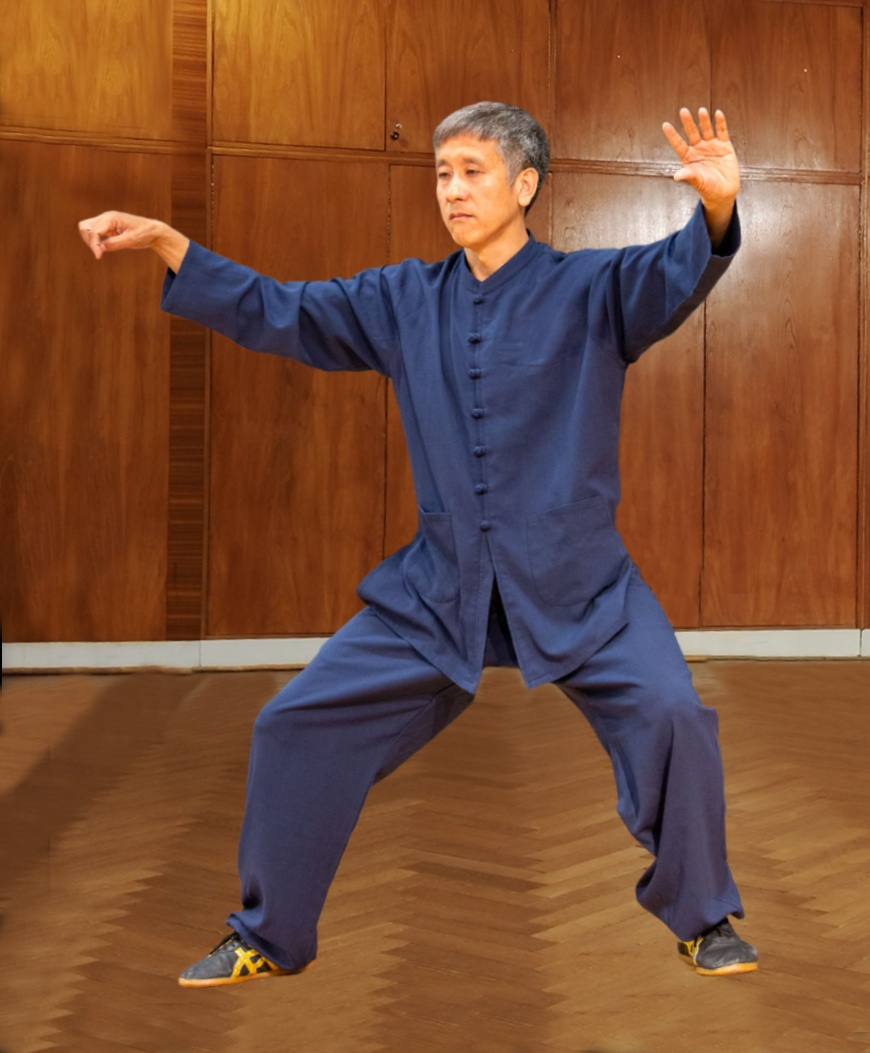
Jeho syn Ču Siang-čchien (červen 2024)
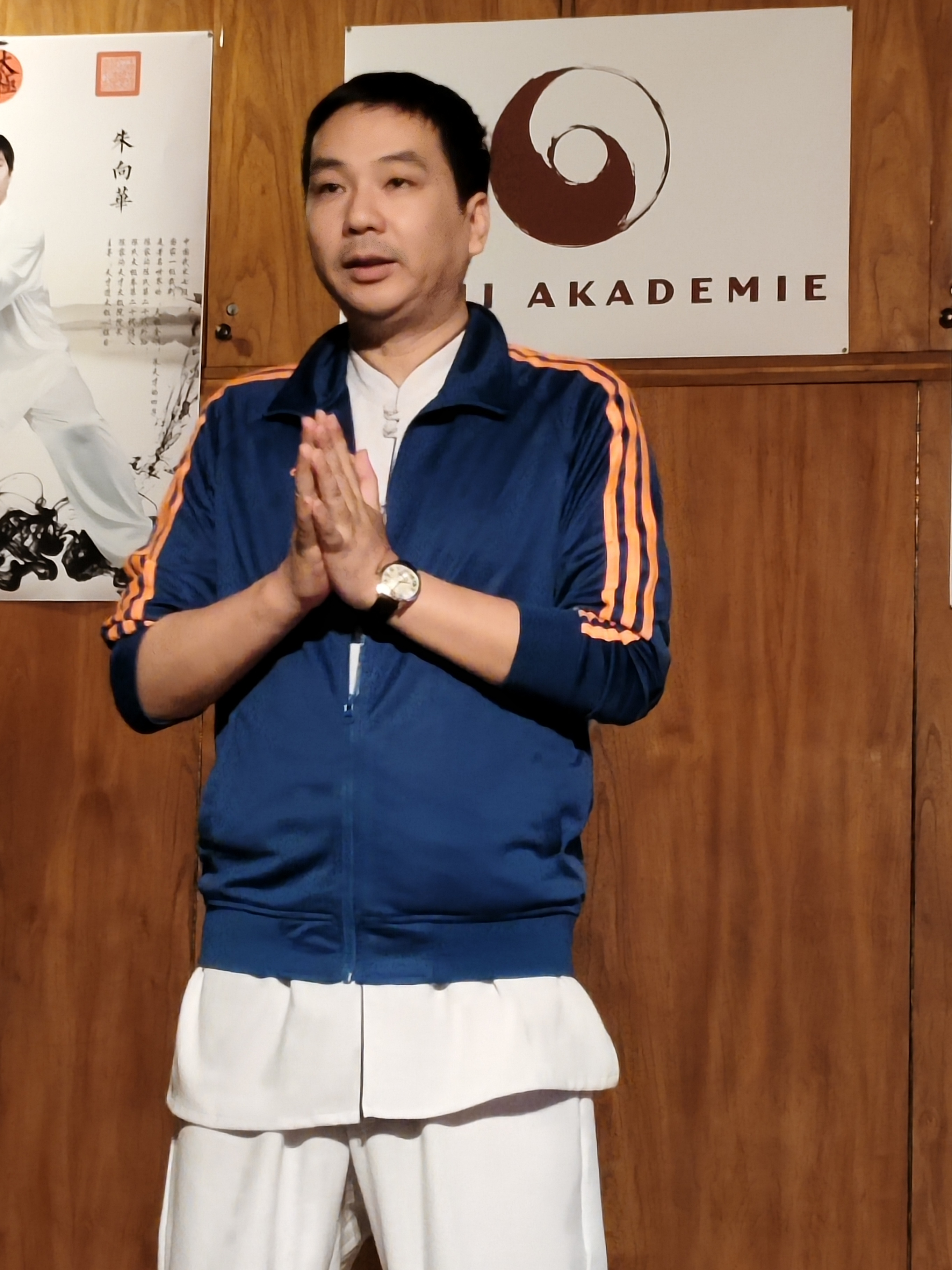
Jeho syn Ču Siang-chua (25. dubna 2025)

### Nositel tradice
Mistr Ču Tchien-cchaj zdědil umění Tchaj-ťi po svých předcích, kultivoval je soustavně více než 60 let a zasvětil mu prakticky celý svůj život. V jeho pojetí je Tchaj-ťi čchüan komplexním uměním, jehož součástí jsou lékařství, mechanika, přírodní vědy, estetika i filozofie. Mistr Ču Tchien-cchaj zastává názor, že Tchaj-ťi čchüan je systém, který učí pečovat o tělo, je formou sebeobrany, sebekultivace a zábavou pro ducha. Není to jen umění boje, ale i kulturní umění pocházející z dávné tradice.

### Kdo je Mistr Ču Tchien-cchaj
V průběhu života obdržel Mistr Ču Tchien-cchaj celou řadu titulů. Od roku 1996 je jedním ze 13 velmistrů Tchaj-ťi čchüan na světě. Je označován také za jednoho z tzv. „Čtyř Buddhových bojovníků“  - nejvýznamnějších představitelů Čchen Tchaj-ťi čchüan 19. generace.